# Ramsund
Ramsund este o localitate din comuna Tjeldsund, provincia Nordland, Norvegia, cu o suprafață de 0,56 km² și o populație de 305 locuitori (2013).